# Arsenura rebeli
Arsenura rebeli — вид павлиноглазок из подсемейства Arsenurinae.

## Распространение
Встречается от Эквадора до Боливии, а также встречается в Андах.

## Описание
Размах крыльев 145–150 мм.

## Связи
Близким родственником данного вида является Arsenura armida, который также обитает в Боливии.